# Mami Nagata

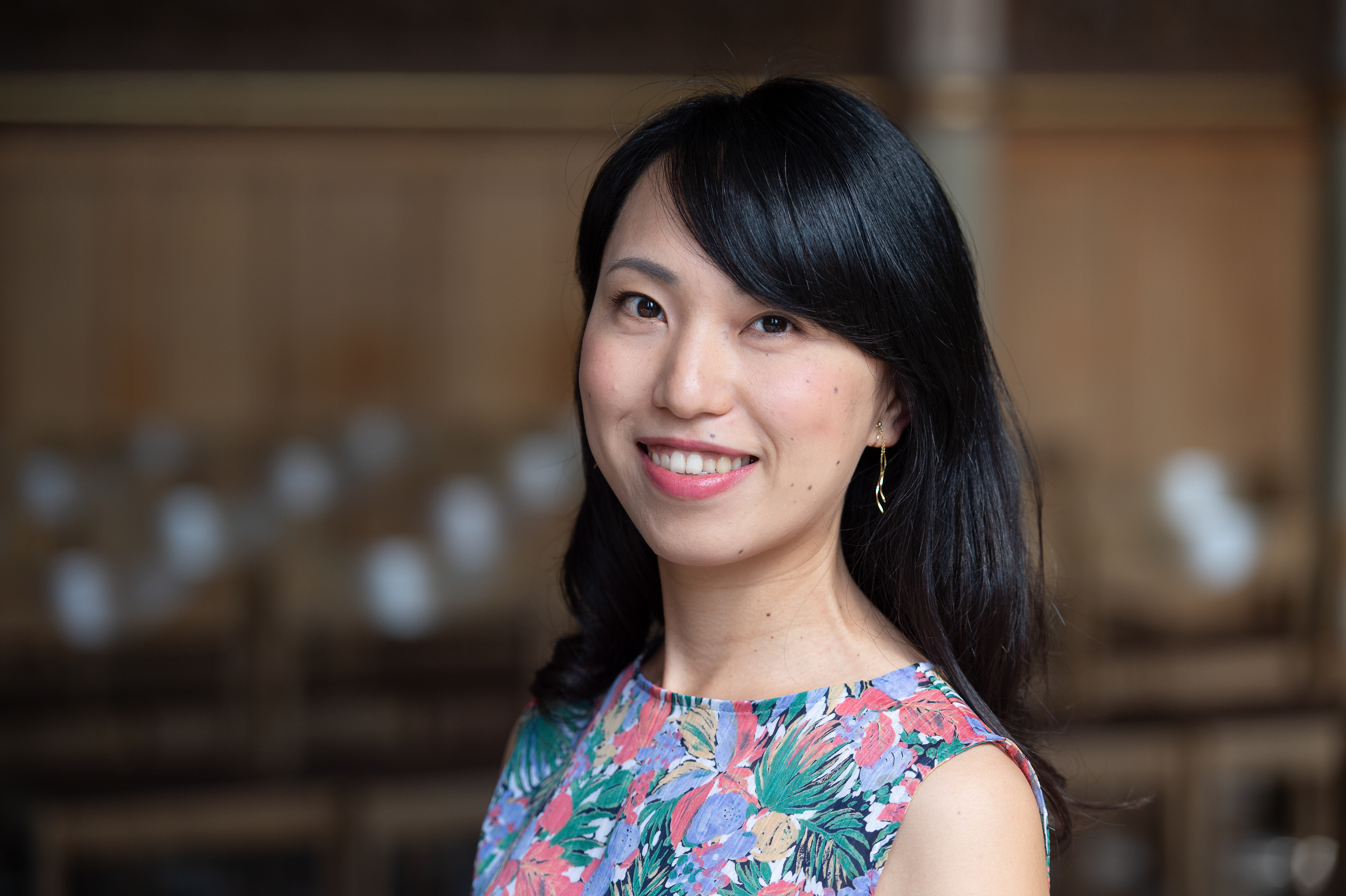
Mami Nagata

Mami Nagata (japanisch 長田 真実 Nagata Mami; * 10. November 1987 in Himeji) ist eine japanische Organistin.

## Leben
Mami Nagata erhielt ihren ersten Orgelunterricht von Yoku Kugore, dem damaligen Organisten der Parnassus Hall Himeji, und absolvierte dann ein Bachelor-Studium im Hauptfach Orgel an der Universität der Künste Tokio bei Rie Hiroe. Von 2012 bis 2014 studierte sie Master Orgel an der Staatlichen Hochschule für Musik und Darstellende Kunst Stuttgart bei Ludger Lohmann. 2015 wurde sie in die Solistenklasse aufgenommen und durch ein Stipendium des japanischen Kunstministeriums gefördert. 2018 schloss sie ihr Studium in Stuttgart mit dem Konzertexamen ab und wirkt seitdem als Resident organist der Parnassus Concert Hall in ihrer Heimatstadt Himeji. Neben regelmäßigen Konzerten (u. a. thematische Reihen wie 2024 der Werdegang J. S. Bachs in drei Konzerten) engagiert sie sich dort auch besonders im orgelpädagogischen Bereich mit regelmäßigen Vorführungen für Schüler und Erwachsene, Kennenlerntagen und verschiedenartigen Kursangeboten. Außerdem war Nagata Dozentin für das Hauptfach Orgel am Kobe College sowie zwischen 2018 und 2020 Assistentin an der Universität der Künste Tokio.
Mami Nagata ist mit dem japanischen Konzertorganisten Kensuke Ohira verheiratet, mit dem sie auch als Orgelduo auftritt.

## Konzerttätigkeit
Mami Nagata verfolgt eine internationale Konzerttätigkeit besonders in Japan und Deutschland. Sie konzertiert in Kirchen und vielen Konzerthäusern Japans, neben ihrer Tätigkeit in der Parnassus-Hall Himeji u. a. in der Minatomirai-Hall Yokohama, Tokyo Metropolitan Theatre, Izumi-Hall Osaka, Lilia-Hall Saitam, Operacity Tokio sowie in Deutschland an historischen Orgeln beispielsweise der Kreuzkirche Suhl, Dreifaltigkeitskirche Gräfenhain, Dorfkirche Reinhardtsgrimma, Kirche Zur frohen Botschaft Berlin-Karlshorst, dem Freiberger Dom, St. Martin Gabelbach und St. Stephan Tangermünde. Sie gastierte ebenso u. a. in der Lambertikirche Münster, der Marktkirche Halle, dem Zeitzer Dom, der Stiftskirche Stuttgart und dem Salzburger Dom.

## Preise und Auszeichnungen
- während des Studiums: Ataka-Preis und Akanthus-Musikpreis
- 2011: Sonderpreis für die beste Liszt-Interpretation beim 2. Internationalen BACH/LISZT Orgelwettbewerb Erfurt-Weimar-Merseburg[6]
- 2012: Zweiter Preis beim 7. Internationalen Orgelwettbewerb Musashino-Tokyo[7]
- 2015: Erster Preis beim 12. Internationalen Gottfried-Silbermann-Orgelwettbewerb[8]

## Diskografie
- Mami Nagata – Treutmann-Orgel von 1737 in der ehemaligen Stiftskirche St. Georg zu Grauhof. Organum Classics OGM 181013 (2018)